# 劉瑞生
劉瑞生（1944年5月5日—），湖北省蒲圻市人 ，台灣獸醫學者及政治人物。曾任宜蘭農工專校、宜蘭技術學院及改制後的國立宜蘭大學首任校長。

## 生平
曾代表中國國民黨在全國不分區當選為第二屆立法委員。學術專長領域包括：獸醫病理學、病理解剖診斷、動物及魚蝦類疾病診斷。曾獲：中華民國教育學術團體聯合年會木鐸獎、中華民國獸醫學會傑出論文獎。現任：台灣大學名譽教授、嘉南藥理科技大學講座教授、財團法人太平洋文化基金會執行長。
| 教育職務             | 教育職務                                | 教育職務      |
| -------------------- | --------------------------------------- | ------------- |
| 國立宜蘭農工專科學校 |                                         |               |
| 前任： 曹以松        | 國立宜蘭農工專科學校校長 1997年－1998年 | 繼任： 末任   |
| 國立宜蘭技術學院     |                                         |               |
| 前任： 首任          | 國立宜蘭技術學院校長 1998年－2003年     | 繼任： 末任   |
| 國立宜蘭大學         |                                         |               |
| 前任： 首任          | 國立宜蘭大學校長 2003年－2006年         | 繼任： 江彰吉 |